# Poikurijärvi
Poikurijärvi är en sjö i Pajala kommun i Norrbotten och ingår i Torneälvens huvudavrinningsområde. Sjön har en area på 0,0526 kvadratkilometer och ligger 208 meter över havet. Sjön avvattnas av vattendraget Pellijoki.

## Delavrinningsområde
Poikurijärvi ingår i det delavrinningsområde (748478-181078) som SMHI kallar för Mynnar i Käymäjoki. Medelhöjden är 198 meter över havet och ytan är 62,8 kvadratkilometer. Det finns inga avrinningsområden uppströms utan avrinningsområdet är högsta punkten. Pellijoki som avvattnar avrinningsområdet har biflödesordning 3, vilket innebär att vattnet flödar genom totalt 3 vattendrag innan det når havet efter 221 kilometer. Avrinningsområdet består mestadels av skog (47 procent) och sankmarker (51 procent). Avrinningsområdet har 0,14 kvadratkilometer vattenytor vilket ger det en sjöprocent på 0,2 procent.